# Liste de musiciens de musique tzigane
Cet article est une liste de musiciens de musique tzigane.

## Liste
- 17 Hippies
- Ando drom
- Šaban Bajramović
- Bratsch
- Coco Briaval
- Debout sur le zinc
- Les Hurlements d'Léo
- Les Ogres de Barback
- Pierre Jacquet
- Gabi Luncă
- Mango Gadzi
- Les Pires
- Titi Robin
- Nikolaï Slitchenko
- Taraf de Haïdouks
- Django Reinhardt
- Sanseverino
- La Varda
- Les Yeux noirs